# Hyloxalus chlorocraspedus
Hyloxalus chlorocraspedus es una especie de anfibio anuro de la familia Dendrobatidae.

## Distribución geográfica
Esta especie habita en la cuenca del río Juruá:
- en Brasil en el estado de Acre;
- en el Perú en la región de Ucayali.[4]

## Publicación original
- Caldwell, 2005 : A new Amazonian species of Cryptophyllobates (Anura: Dendrobatidae). Herpetologica, vol. 61, n.º 4, p. 449-461[5]